# ボグスワフ・フリデリク・ラジヴィウ
ボグスワフ・フリデリク・ラジヴィウ（波: Bogusław Fryderyk Radziwiłł）またはボグスラウ・フリードリヒ・フォン・ラジヴィウ（独: Boguslaw Friedrich Fürst von Radziwill, 1809年1月3日 - 1873年1月2日）は、プロイセン王国のポーランド系貴族、軍人、政治家。侯爵（Fürst）/公爵（książę）。オルィカの第11代オルディナト。

## 生涯
プロイセン領ポーゼン大公国の総督を務めたアントニ・ヘンリク・ラジヴィウ侯と、その妻でプロイセン王子フェルディナントの娘であるルイーゼの間の三男として生まれた。洗礼の代父は又従兄であるプロイセン王フリードリヒ・ヴィルヘルム3世が務め、両親や兄弟姉妹とともにベルリン宮廷の一員として育った。1832年10月17日にクラリー＝アルトリンゲン伯爵夫人レオンティーネ（1811年 - 1890年）と結婚し、間に長男のフェルディナント（1834年 - 1926年）をはじめ9人の子女をもうけた。1833年に父からヴォルィーニ地方（現在のウクライナ北西部）のオルィカの世襲領や、アントニンの城館を相続した。
1828年にプロイセン軍の少尉に任官し、1836年に大尉に昇進、第1近衛歩兵連隊（1. Garde-Regiment zu Fuß）に所属した。1840年に少佐に、1870年に名誉的な中将となった。軍隊を退いた後はもっぱら慈善活動、政治活動に精力を傾けた。数十年にわたってベルリン市議会（Berliner Stadtverordnetenversammlung）の議員を務めた。
1847年にはプロイセン統一議会（Vereinigter Landtag）の貴族部会の議員となり、さらに1850年にはエアフルト連邦議会（Erfurter Unionsparlament）の議員となった。またベルリン市当局の救貧部門の部局長だった。さらにカトリック系福祉団体「ヘートヴィヒ協会（Hedwigsgemeinde）」の一員であり、1840年にベルリン市内にカトリック系の病院の建設するのに非常に重要な役割を果たした。1854年にはプロイセン貴族院の世襲議員とされた。またポーゼン州の州議会議員でもあった。中央党に所属した。
帝国宰相オットー・フォン・ビスマルクは『回顧録』の中で、絶大な影響力を持つラジヴィウ家の人々がドイツ皇帝ヴィルヘルム1世を動かして、プロイセン文化省に新しくカトリック教会部局を設置させたことで、ポーゼン州と西プロイセンにおけるポーランド人の民族主義運動を活発化させる結果を招いたことを嘆いている。
ビスマルクの見るところでは、ラジヴィウ家のプロイセン政府における政治的影響力は、ボグスワフ侯が長年にわたりベルリン市議会の重鎮であることに起因していた。また。その長男のフェルディナント侯がポーランド系住民とローマ・カトリック信徒を連帯させる政治活動を推進したことも、ビスマルクにとっては不快であった。初代カトリック部局局長のアーダルベルト・クレーツィヒ（Adalbert Kraetzig）は以前ボグスワフに雇われたことのある人物で、ビスマルクは彼を「ラジヴィウ家の農奴」呼ばわりしていた。こうしたポーランド民族主義とウルトラモンタニズムの台頭に対する苛立ちが、ビスマルクの文化闘争政策の素地を作ったと考えられている。